# Roland Renard
Pour les articles homonymes, voir Renard (homonymie).
Roland Renard, né le 30 juin 1939 à Saint-Quentin (Aisne), est un homme politique français.

## Biographie
Député du Parti communiste français, il quitte ce parti après son dernier mandat de parlementaire et met sur pied en 1991 l'Initiative démocratique de gauche avec d'autres élus locaux de l'Aisne.
Il est maire de Montescourt-Lizerolles de 1989 à 2020. Il est président de la communauté de communes du canton de Saint-Simon (la C32S) depuis sa création en 1994 jusqu'à sa disparition en 2016. De 2017 à 2020, il est premier vice-président de la Communauté d'agglomération du Saint-Quentinois.
Il est aussi le conseiller général du canton de Saint-Simon de 1966 à 2015, au sein du conseil général de l'Aisne il exercera à la fonction de 2e vice-président.
Il est chevalier de la Légion d'honneur.

## Détail des fonctions et des mandats

### Mandats parlementaires
- 11 mars 1973 - 2 avril 1978 : député de la 4e circonscription de l'Aisne
- 19 mars 1978 - 22 mai 1981 : député de la 4e circonscription de l'Aisne
- 21 juin 1981 - 1er avril 1986 : député de la 4e circonscription de l'Aisne

### Mandats locaux
- Conseiller général du canton de Saint-Simon de 1966 à 2015 et 2nd vice-président du Conseil général de l'Aisne;
- Maire de Montescourt-Lizerolles de 1989 à 2020
- Président de la communauté de communes du canton de Saint-Simon (la C32S) depuis sa création en 1994 jusqu'à sa disparition en 2016
- Premier vice-président de la Communauté d'agglomération du Saint-Quentinois de 2017 à 2020